# Camille Alphonse Faure
Camille Alphonse Faure (* 21. Mai 1840 in Vizille; † September 1898) war ein französischer Ingenieur. Er entwickelte um 1880 ein Verfahren, bei dem der Bleiakkumulator bereits nach wenigen Ladezyklen (dem Formieren) eine hohe Kapazität erreicht.

## Biografie
Faure wurde in Vizille geboren und absolvierte eine Ausbildung an der Ecole des Arts et Métiers. Von 1874 bis etwa 1880 arbeitete er als Chemiker in der neuen Fabrik der Cotton Powder Company in Uplees, Faversham, Kent, England. Während dieser Zeit meldeten er und der Fabrikleiter George Trench Patente für Tonite (einen neuen Hochexplosivstoff) (1874) und einen verbesserten Dynamitzünder (1878) an.
1880 patentierte Faure ein Verfahren zur Beschichtung von Bleiplatten mit einer Paste aus Bleioxiden, Schwefelsäure und Wasser, die dann durch sanfte Erwärmung in feuchter Atmosphäre ausgehärtet wurde. Bei der Aushärtung verwandelte sich die Paste in ein Gemisch aus Bleisulfaten, die an der Bleiplatte haften blieben. Während des Ladevorgangs wurde die ausgehärtete Paste in elektrochemisch aktives Material (die „aktive Masse“) umgewandelt und ermöglichte eine erhebliche Kapazitätssteigerung im Vergleich zu Plantés Batterie – ein bedeutender Durchbruch, der zur industriellen Herstellung von Blei-Säure-Batterien führte, wie sie heute zum Starten von Kraftfahrzeugen verwendet werden.
Gegen Ende seines Lebens erhielt Faure weitere Patente, unter anderem für die Herstellung von Aluminiumlegierungen und Verbesserungen an Heißluftmotoren und Kraftfahrzeuglenkungen.